# Thietmar af Merseburg
Thietmar (25. juli 975 – 1. december 1018) (alternativt Dietmar), var en tysk historiker og biskop af Merseburg.
Han blev født i år 975 som søn af grev Siegfried af Walbeck. Hans familie var i slægt med den tyske kejserfamilie. Thietmar blev uddannet ved det kejserlige stift i Quidlinburg og i klosteret i Magdeburg. Han blev provst i år 1002 ved klosteret i Walbeck, som hans bedstefar havde stiftet. I 1009 fik han bispedømmet Merseburg, som kejser Henrik II havde genoprettet fem år tidligere. Thietmar tog del i nogle af periodens politiske begivenheder, fx blev han taget som gidsel af nordboer i 994, og han var således ikke helt ubekendt med krigens realiteter. Han døde i 1018 og er begravet i Merseburgs katedral.

## ThietmarsKronikon
Mellem 1012 og 1018 skrev han en krønike i otte bind på latin, kendes i dag som Thietmari Merseburgensis episcopi Chronicon. Den omfatter tiden mellem 908 og 1018. Den omhandler Merseburgs, Sachsens, Polens, sorbernes foruden værdifulde oplysninger om det tyske riges og Nordens tidlige historie. Thietmar er velinformeret om sin egen samtid, opfattes som sandhedssøgende og omhyggelig.[kilde mangler] For den tidligste periode støttede han sig til Widukind af Corveys Res gestae saxonicae, Annales Quedlinburgenses samt andre kilder. Beretningen om den sene periode byggede hovedsageligt på hans egne erfaringer.
Dele af det originale manuskript er bevaret, og det viser, at Thietmar fortsatte med at lave tilføjelser og korrektioner i teksten, efter han havde færdigskrevet den. Det betyder også, at standarden for kompositionen og den latinske stil i teksten ikke regnes som særlig høj.[kilde mangler] Han skelnede heller ikke altid mellem vigtige og mindre vigtige begivenheder, men inkluderer al information, han tilsyneladende havde haft adgang til. Krøniken regnes ikke desto mindre som en fremragende kilde til Sachsens historie i sidste halvdel af 10. århundrede og begyndelse af 11. århundrede. Fokus ligger på hans eget bispedømme Merseburgs historie, men krigene mod venderne og polakkerne fylder også meget.
Det originale manuskript til krøniken blev i 1570 overført til Dresden, Sachsens hovedstad. Da byen blev bombarderet under 2. verdenskrig, blev det alvorligt skadet, og kun nogle få folier forblev intakte. I 1905 havde L Schmidt udgivet en komplet faksimile udgave af værket.
Thietmars beretning om, at Gero korset i Kølns domkirke blev bestilt af ærkebiskop Gero af Køln, som døde i 976, blev længe afvist som forkert af kunsthistorikere. Det blev foreslået, at han havde ment et andet kors. I 1920’erne viste nye undersøgelser, at Thietmars påstand var korrekt, hvilket senere blev bekræftet af en dendrokronologisk undersøgelse i 1976.[kilde mangler]

## Udgaver
- Thietmari Merseburgensis episcopi Chronicon (1012-1018); udgivet i:
  - Wattenbach, Wilhem and Friedrich Kurze (eds.). Thietmari Merseburgensis episcopi Chronicon. MGH Scriptores rerum Germanicarum in usum scholarum separatim editi 54. Hanover, 1889. PDF tilgængelig online fra Internet Archive.
  - Lappenberg, J.M. (ed.). "Thietmari Chronicon a 919-1018." In Annales, chronica et historiae aevi Saxonici, ed. Heinrich Pertz. MGH Scriptores (in Folio) 3. Hanover, 1839. 723–871. online udgave Arkiveret 20. februar 2018 hos  Wayback Machine
  - Mentzel-Reuters, Arno und Gerhard Schmitz. Chronicon Thietmari Merseburgensis. MGH. München, 2002. Billeder af Dresden MS (udført af Birgit Arensmann og Alexa Hoffmann), samt Holtzmanns 1935 udgave, online udgave
  - Holtzman, Robert (ed.) and J.C.M. Laurent, J. Strebitzki und W. Wattenbach (trs.). Die Chronik des Thietmar von Merseburg. Halle, 2007 (1912). ISBN 978-3-89812-513-0. Ny udgave, baseret på tidligere udgaver og tyske oversættelser
- tyske oversættelser fra latin
  - Trillmich, Werner (tr.). In Thietmar von Merseburg. Chronik. Ausgewählte Quellen zur Deutschen Geschichte des Mittelalters vol 9. 8th ed. Darmstadt: Wissenschaftliche Buchgesellschaft, 2002 (1957). ISBN 3-534-00173-7. Oversættelse til moderne tysk.
  - Holtzmann (tr.). 1938. GdV, 4.Aufl.
  - Holtzmann, Robert (ed.). Die Chronik des Bischofs Thietmar von Merseburg und ihre Korveier Überarbeitung. MGH Scriptores rerum Germanicarum NS 9. Berlin, 1935. Tilgængelig på digital MGH
  - von Laurent (tr.). 2. Aufl. Berlin, 1879.
- engelske oversættelser fra latin:
- Warner, David A. (tr.). Ottonian Germany. The Chronicon of Thietmar of Merseburg. Manchester, 2001. ISBN 0-7190-4925-3.